# Robert Prescott
Pour les articles homonymes, voir Prescott.
Robert Prescott (vers 1726 - 21 décembre 1815) est un officier et administrateur colonial britannique. Il fut le gouverneur du Bas-Canada de 1796 à 1807.

## Carrière militaire
Entré dans l'armée en 1745, Prescott participe à la guerre de Sept Ans et est aide de camp du général Jeffery Amherst. Après la fin de la guerre, il rentre en Grande-Bretagne, mais revient en Amérique en 1775 lorsqu'éclate la Révolution américaine. Il participe à plusieurs batailles et atteint le grade de major-général. Il rentre une fois de plus en Grande-Bretagne quand le traité de paix (Traité de Paris est signé en 1783. Il reprend du service lors de la Première Coalition et fait campagne dans les Antilles de 1793 à 1795. Il est gouverneur de la Martinique en 1794.

## Gouverneur
Le 21 janvier 1796 Prescott est nommé lieutenant-gouverneur du Bas-Canada en remplacement de lord Dorchester. Le 15 décembre de la même année sa nomination est amendée lui permettant de devenir gouverneur général de l'Amérique du Nord britannique. 
Son premier objectif est d'améliorer les défenses de la colonie face à la menace supposée d'une attaque des Français aidés par leurs alliés des États-Unis, cependant les contraintes financières l'empêchent de réaliser les travaux militaires qu'il souhaite.
Les Canadiens sont quelque peu agités en 1796-1797, et Prescott craint une conspiration contre lui et la population britannique. La situation s'améliore un peu à la fin de 1797. Prescott décide de stopper l'immigration au Canada de prêtres français réfugiés, par crainte qu'ils encouragent chez leurs paroissiens le retour à un Régime français. D'un autre côté, il recherche l'appui du clergé canadien pour que celui-ci encourage le soutien au gouvernement. Son attitude de ne pas empiéter sur les droits et privilèges de l'Église catholique le fait entrer en conflit avec l'évêque anglican Jacob Mountain, qui vise à réduire la puissance et l'indépendance de la hiérarchie catholique.
Un autre problème auquel Prescott fait face est le retard important dans l'arpentage des nouveaux cantons ouverts à la colonisation et donc dans l'attribution des terres à des colons qui se découragent parfois et s'établissent ailleurs. Prescott accuse alors certains membres de son propre Conseil exécutif d'avoir comploté afin d'acquérir une grande quantité de terres dans un but de spéculation. Ces altercations persistantes finissent par ennuyer Londres, qui rappelle finalement en avril 1799 le gouverneur pour consultation. Il ne reviendra plus au Canada. Même s'il conserve officiellement son poste et son salaire, il est remplacé à Québec par un nouveau lieutenant-gouverneur, Robert Shore Milnes. 
Ce n'est qu'en 1807 qu'il perd son titre de gouverneur. Il meurt quelques années plus tard, en 1815.